# Альберсрода
Альберсрода (нем. Albersroda) — коммуна в Германии, в земле Саксония-Анхальт. 
Входит в состав района Зале. Подчиняется управлению Вайда-Ланд.  Население составляет 286 человек (на 31 декабря 2022 года). Занимает площадь 13,58 км². Официальный код  —  15 2 61 001.
Коммуна подразделяется на 2 сельских округа.